# Sofia de Saxe-Lauemburgo, Duquesa da Pomerânia
Sofia de Saxe-Lauemburgo-Ratzeburg (c. 1395 – 1462) foi uma Duquesa de Saxe-Lauemburgo, por nascimento, e Duquesa da Pomerânia, por casamento.

## Família
Sofia era filha de Érico IV, Duque de Saxe-Lauemburgo, e da Duquesa Sofia de Brunsvique-Lunerburgo (filha do Duque Magno II de Brunsvique-Luneburgo e da Princesa Catarina de Anhalt-Bernburg).

## Casamento e descendência
Casou-se, em 1420, com o Duque Vartislau IX da Pomerânia e teve 4 filhos:
1. Érico II da Pomerânia
2. Vartislau X da Pomerânia
3. Isabel
4. Cristóvão (que morreu cedo).